# R. U. R. (film)
Cet article concerne le film. Pour la pièce de théâtre originale, voir R. U. R..
Pour les articles homonymes, voir RUR.
Pour plus de détails, voir Fiche technique et Distribution.
R. U. R. est un film de science-fiction satirique américano-australien écrit et réalisé par Alex Proyas et dont la date de sortie n'a pas été annoncée. Il s'agit d'une adaptation de la pièce de théâtre R. U. R. de Karel Čapek, écrite en 1920 et qui a fait entrer le mot « robot » dans le vocabulaire courant.

## Synopsis
Une femme nommé Helena Glory se rend dans l'usine de R.U.R. (Rossum's Universal Robots), située sur une île, pour libérer les robots exploités et les pousser à se révolter.

## Fiche technique
Sauf indication contraire, les informations mentionnées dans cette section peuvent être confirmées par la base de données cinématographiques IMDb,  présente dans la section « Liens externes ».
- Titre original : R. U. R.
- Réalisation : Alex Proyas
- Scénario : Alex Proyas, d'après la pièce de théâtre R. U. R. de Karel Čapek
- Musique : Michael Lira
- Photographie : Aleksei Vanamois
- Production : Alex Proyas, Morris Ruskin, Adam Krentzman, Steven Matusko et Brett Thornquest
- Société de production : Heretic Foundation
- Pays de production :  États-Unis,  Australie
- Langue originale : anglais
- Format : couleur
- Genre : science-fiction, satire[3]
- Date de sortie : Date sujette à modification

## Distribution
- Mallory Jansen : Helena Glory
- Anthony LaPaglia :
- Lindsay Farris : Harry Doman
- Goran D. Kleut : les jumeaux Rossum

## Production

### Genèse et développement
En août 2024, il est annoncé qu'Alex Proyas va réaliser un film qui est une adaptation de la pièce de théâtre de science-fiction R. U. R. (Rossum's Universal Robots) de Karel Čapek, écrite en 1920. Il est précisé que le cinéaste écrit également le scénario et que la production est assurée par Alex Proyas, Morris Ruskin, Adam Krentzman, Steven Matusko et Brett Thornquest,.
Selon Alex Proyas « la pièce de Karel Čapek parle de l'abus de la technologie par l'homme, un sujet encore plus puissant aujourd'hui. Je suis donc ravi de présenter cette histoire au public aujourd'hui ».
Pour le producteur Adam Krentzman, qui a représenté Alex Proyas pendant 20 ans, « Il s'agit d'un projet exceptionnellement imaginatif ».

### Attribution des rôles
Selon Deadline, la distribution comprend Mallory Jansen, Anthony LaPaglia et Lindsay Farris.

### Tournage
Le tournage débute le 21 octobre 2024 en Australie. Il se déroule notamment à Sydney,.